# Nikołaj Suchariew
Nikołaj Iwanowicz Suchariew (ur. 1910 we wsi Zaruczje w rejonie bieżeckim w obwodzie kalinińskim, zm. 1964 w Kazaniu) – funkcjonariusz radzieckich organów bezpieczeństwa, jeden z wykonawców zbrodni katyńskiej.
Miał wykształcenie niepełne średnie, w latach 1932–1935 służył w Armii Czerwonej, w 1940 kierowca Zarządu NKWD obwodu kalinińskiego. Wiosną 1940 brał udział w masowym mordzie na polskich więźniach z obozu w Ostaszkowie, za co 26 października 1940 ludowy komisarz spraw wewnętrznych Ławrientij Beria przyznał mu nagrodę pieniężną. W 1952 pracownik MGB Tatarskiej ASRR w stopniu starszego porucznika, w 1954 inspektor Wydziału Bezpieczeństwa Ruchu GAI (Państwowa Inspekcja Samochodowa) milicji w Kazaniu. 1 stycznia 1959 zwolniony ze względu na wiek z MWD Tatarskiej ASRR. Odznaczony Orderem Czerwonej Gwiazdy (23 maja 1952) i Medalem „Za zasługi bojowe” (19 stycznia 1945).